# Dimitri Capuani
Dimitri Capuani (Roma, 1970) è uno scenografo italiano, vincitore del David di Donatello per il miglior scenografo nel 2016, 2019 e 2020 e del Nastro d'argento nella medesima categoria nel 2015, 2018 e 2020.

## Biografia
Dopo la laurea in Scenografia presso l'Accademia di belle arti di Roma di Roma nel 1993 si diploma al Centro sperimentale di cinematografia (1996) e inizia subito a lavorare come disegnatore al fianco del maestro Franco Zeffirelli per alcune opere liriche.
Dopo qualche anno inizia una lunga collaborazione con il premio Oscar Dante Ferretti che lo vede partecipare a film internazionali come Titus (1999) di Julie Taymor, Ritorno a Cold Mountain (2003) di Anthony Minghella, Gangs of New York (2002) e Hugo Cabret, di Martin Scorsese.
Nel 2013 è a Buenos Aires per la realizzazione del film argentino L'inventore di giochi (The Games Maker) un film fantasy diretto da Juan Pablo Buscarini che vincerà il Premio Sur per le migliori scenografie.
Tornato in Italia inizia a collaborare con il regista Matteo Garrone firmando le scenografie di Il racconto dei racconti - Tale of Tales, Dogman e Pinocchio entrambi vincitori del Nastro d'argento e del David di Donatello come migliore scenografia. Collabora con il regista iraniano Babak Jalali per il film "Land" girato in Messico.
La casa di produzione cinematografica Wildside lo chiama nel 2020 per realizzare le scene di Siccità, regia di Paolo Virzì (2022) e L'immensità (2022) diretto da Emanuele Crialese.
Nel 2023 torna a lavorare con Matteo Garrone realizzando le scenografie di Io capitano vincitore del Leone d'argento - Premio speciale per la regia alla 80ª Mostra internazionale d'arte cinematografica di Venezia. Ai Golden Globe del 2024 il film è stato candidato nella categoria al miglior film straniero. Ai Premi Oscar dello stesso anno, è stato incluso nella cinquina finale come miglior film internazionale.
Nel 2024 firma le scenografie della prestigiosa serie The Leopard per Netflix prodotta da Indiana Production insieme a Moonage Pictures. La sceneggiatura è affidata a Richard Worlow and Benji Walters e vede Tom Shankland come lead director.
Nel corso degli anni ha collaborato con varie aziende internazionali curando la direzione artistica di spot e cortometraggi per Dior, Campari, Roberto Cavalli, Dolce & Gabbana, Zegna e Bauli.

## Filmografia
- La provinciale, regia di Pasquale Pozzessere (2006)
- Amanda Knox, regia di Robert Dornhelm (2011)
- El inventor de juegos, regia di Juan Pablo Buscarini (2014)
- Il racconto dei racconti - Tale of Tales, regia di Matteo Garrone(2015)
- I figli della notte, regia di Andrea De Sica (2017)
- Favola, regia di Sebastiano Mauri (2017)
- Land, regia di Babak Jalali (2018)
- Dogman, regia di Matteo Garrone(2018)
- Entering Red, regia di Matteo Garrone(2019)
- Pinocchio, regia di Matteo Garrone(2019)
- Siccità, regia di Paolo Virzì (2022)
- L'immensità, regia di Emanuele Crialese (2022)
- Io capitano, regia di Matteo Garrone (2023)
- Il Gattopardo – miniserie TV (2025)

## Riconoscimenti
Premio Sur - Academy of Motion Picture Arts and Sciences of Argentina
- miglior scenografo: 2014 per L'inventore di giochi (The Games Maker)

David di Donatello
- miglior scenografo: 2016 per Il racconto dei racconti - Tale of Tales
- miglior scenografo: 2019 per Dogman
- miglior scenografo: 2020 per Pinocchio[1]
- candidatura miglior scenografo: 2024 per Io capitano

Nastro d'argento
- 2015 - Nastro d'argento alla migliore scenografia per Il racconto dei racconti - Tale of Tales regia di Matteo Garrone
- 2017 - Candidatura Nastro d'argento alla migliore scenografia per I figli della notte regia di Andrea De Sica
- 2018 - Nastro d'argento alla migliore scenografia per Dogman regia di Matteo Garrone
- 2019 - Candidatura Nastro d'argento alla migliore scenografia per Favola, regia di Sebastiano Mauri
- 2020 - Migliore scenografia per Pinocchio
- 2024 - Candidatura Nastro d'argento alla migliore scenografia per Io capitano, regia di Matteo Garrone

Ciak d'oro
- Migliore scenografia: 2016 per Il racconto dei racconti - Tale of Tales[2]
- Migliore scenografia: 2019 per Dogman[3]
- Migliore scenografia: 2020 per Pinocchio[4]